# 贝勒贝伊
贝勒贝伊（鄂圖曼土耳其語：‎，贝伊的贝伊，意为“长官的长官”或“领主的领主”），是西部伊斯兰世界中世纪晚期和近代早期的一个高级官职，包括罗姆苏丹国、伊尔汗国、萨法维波斯和奥斯曼帝国等国都曾有使用该名称的职位。“贝勒贝伊”最早是指总司令，最终被用来指代省长之类的高级地方官。奥斯曼帝国是使用该职位名称时间最长的国家，最初仅可以指代一些重要省份的总督，但后来演变为一个荣誉头衔。在阿拉伯语中与之对应的词是“众埃米尔之埃米尔”（‎，amir al-umara），在波斯语中是“米尔米兰”。

## 早期应用
该头衔最早起源于塞尔柱人，在他们建立的罗姆苏丹国，该头衔被授予军队总司令，用于取代阿拉伯语头衔“马利克·乌马拉”（‎，Malik al-umara，“长官的首领”）。
在蒙古人建立的伊尔汗国，该头衔被授予“兀鲁思埃米尔”（封地的长官），与突厥语头衔“兀鲁思别吉”、阿拉伯语头衔“埃米尔·乌马拉”等同使用。而在金帐汗国，该头衔可用于指代所有拥有“兀鲁思埃米尔”头衔的人。在埃及马穆鲁克王朝，该头衔是军队总司令“阿德貝格·阿萨基尔”的别称。

## 奥斯曼帝国
奥斯曼人从14世纪末到19世纪中叶都有使用“贝勒贝伊”这一头衔，但在不同时期其含义和重要程度不同。早年，奥斯曼继承了罗姆苏丹国的习惯，将总司令称为“贝勒贝伊”，在由奥斯曼王朝的王子担任：自帝国建立者奥斯曼一世时期（1299–1324年），其子奥尔汗担任贝勒贝伊；奥尔汗即位后（1324–1362年），其兄弟阿拉丁帕夏和儿子苏莱曼帕夏曾先后担任贝勒贝伊。
该头衔变为地方长官头衔的第一步发生于穆拉德一世在位期间（統治時期 1362–1389）。1360年代，穆拉德一世为奖励拉拉·沙欣帕夏占领阿德里安堡，授予对奥斯曼欧洲领土（鲁米利亚）的军事权力和“贝勒贝伊”头衔。因为奥斯曼苏丹仍居住在安纳托利亚，而连接安纳托利亚与欧洲领土的博斯普鲁斯海峡与达达尼尔海峡直到1453年君士坦丁堡陷落后才被奥斯曼帝国全面控制，这标志着作为“贝勒贝伊”的拉拉沙欣帕夏实际为欧洲领土的总督。
拉拉沙欣帕夏去世于1388年后，但在1385年至1387年间，钱达尔勒·卡拉·哈利勒·海雷丁帕夏便接替他总督鲁米利亚事务。在1393年，巴耶济德一世（統治時期 1389–1402）在跨海亲征瓦拉几亚的米尔恰一世时，将卡拉·提穆尔塔什帕夏任命为总督安纳托利亚事务的贝勒贝伊。至此，最初的两个由贝勒贝伊管辖的辖区“贝勒贝伊里克”诞生，分别是鲁米利亚和安纳托利亚。不久后，又设立了第三个贝勒贝伊里克——鲁姆。
贝勒贝伊的辖区被称为“贝勒贝伊里克”，相当于行省。每个“贝勒贝伊里克”下辖多个由桑贾克贝伊管辖的桑贾克或里瓦。随着15和16世纪奥斯曼帝国的扩张，不断有新的省份建立，到16世纪末达到顶峰，共有44个贝勒贝伊。这些新省份的规模差异很大，有的包含多达20个桑贾克，而有的却只有包含贝勒贝伊驻在地（帕夏桑贾克）在内的两个。1591年后，“贝勒贝伊里克”逐渐被称为“埃亚莱特”（eyalet），而“贝勒贝伊里克”则开始指代贝勒贝伊的衙署。在众多贝勒贝伊中，鲁米利亚的贝勒贝伊通常拥有更高的地位，在各省总督中排名第一，并在1536年后被授予帝国议会席位，偶尔由帝国宰相“大维齐尔”本人兼任。
贝勒贝伊可以视为苏丹外派到各省的总督，理论上拥有对本省的战争、司法和行政事务的绝对权力，但如司库任命的财政大臣，以及法官“卡迪”等同样由中央政府任命的官员都可以直接向帝国政府上诉，对贝勒贝伊权力有一定的限制。此外，驻扎在该省城市的“耶尼切里”禁卫军队不受贝勒贝伊管辖，甚至贝勒贝伊被禁止进入由禁卫军驻守的要塞。贝勒贝伊在辖区内有自己的法院和底万（议会），能够在未经苏丹事先批准的情况下自由授予蒂马尔和泽阿梅特封地，1530年封地权力被削减后仅能授予比较小的蒂马尔封地。不过贝勒贝伊和桑贾克贝伊的主要职责是维护由封地持有人组成的西帕希骑兵，并亲自带领他们参加战役。
穆罕默德二世在位期间（統治時期 1451–1481），“贝勒贝伊”也被用作次于“维齐尔”的荣誉头衔，两者又都被冠以“帕夏”的头衔，区别是维齐尔是三马尾帕夏，而贝勒贝伊是两马尾。从16世纪起，维齐尔也开始被任命为省级的贝勒贝伊，他们比普通的贝勒贝伊享有更高权势地位。17世纪末，“鲁米利亚贝勒贝伊”（Rumeli beylerbeysi）的称号也开始被作为荣誉官衔被授出，让其与省级职位的实际持有人并列，甚至曾被授予首席财务官“司库”等与省政府无关的官员。
18世纪开始，除鲁米利亚贝勒贝伊和安纳托利亚贝勒贝伊外的其他各省总督越来越多地被称为源自阿拉伯语的“瓦利”。作为贝勒贝伊等价称号的阿拉伯称号“众埃米尔之埃米尔”以及波斯称号“米尔米兰”也同样越来越多地被用于指荣誉等级，而且指代的荣誉等级越来越低。这一进程在1864年的维拉耶改革中达到顶峰，此后“瓦利”成为各地总督的唯一官方名称，“贝勒贝伊”仅在“鲁米利亚贝勒贝伊”这个荣誉等级中幸存下来，并于其波斯语、阿拉伯语等价称号一起使用。

## 萨法维波斯
在波斯的萨法维王朝时期，“贝勒贝伊”这个称号从大约1543年或1544年开始使用，通常被用于赫拉特、阿塞拜疆、甘贾、卡拉巴赫、希尔万、法尔斯、伊拉克和阿斯塔拉巴德等重要省份的总督“哈基姆”，而更为重要的总督则被称为“瓦利”。在萨法维王朝末期，“贝勒贝伊”头衔已经基本被“瓦利”取代。